# Supraconductivité
La supraconductivité, ou supraconduction, est un phénomène physique caractérisé par l'absence de résistance électrique et l'expulsion du champ magnétique — l'effet Meissner — à l'intérieur de certains matériaux dits supraconducteurs.
La supraconductivité découverte historiquement en premier, et que l'on nomme communément supraconductivité conventionnelle, se manifeste à des températures très basses, proches du zéro absolu (−273,15 °C). La supraconductivité permet notamment de transporter de l'électricité sans perte d'énergie. Ses applications potentielles sont stratégiques.
Dans les supraconducteurs conventionnels, des interactions complexes se produisent entre les atomes et les électrons libres et conduisent à l'apparition de paires liées d'électrons, appelées paires de Cooper. L'explication de la supraconductivité est intimement liée aux caractéristiques quantiques de la matière. Alors que les électrons sont des fermions, les paires d'électrons se comportent comme des bosons de spin égal à 0 nommé singulet, et sont « condensées » dans un seul état quantique, sous la forme d'un superfluide de paires de Cooper.
Un effet similaire de la supraconductivité est la superfluidité, caractérisant un écoulement sans aucune résistance, c'est-à-dire qu'une petite perturbation que l'on soumet à ce type de liquide ne s'arrête jamais, de la même façon que les paires de Cooper se déplacent sans aucune résistance dans un supraconducteur.
Il existe également d'autres classes de matériaux, collectivement appelés « supraconducteurs non conventionnels » (par opposition à la dénomination de supraconductivité conventionnelle), dont les propriétés ne sont pas expliquées par la théorie BCS. En particulier, la classe des cuprates (ou « supraconducteurs à haute température critique »), découverte en 1986, présente des propriétés supraconductrices à des températures bien plus élevées que les supraconducteurs conventionnels. Toutefois, ce que les physiciens nomment « haute température » reste extrêmement bas comparativement aux températures à la surface de la Terre (le maximum est 133 K, soit −140 °C), mais sont parfois au-dessus de la température de liquéfaction de l'azote en azote liquide à 77 K (−196 °C).

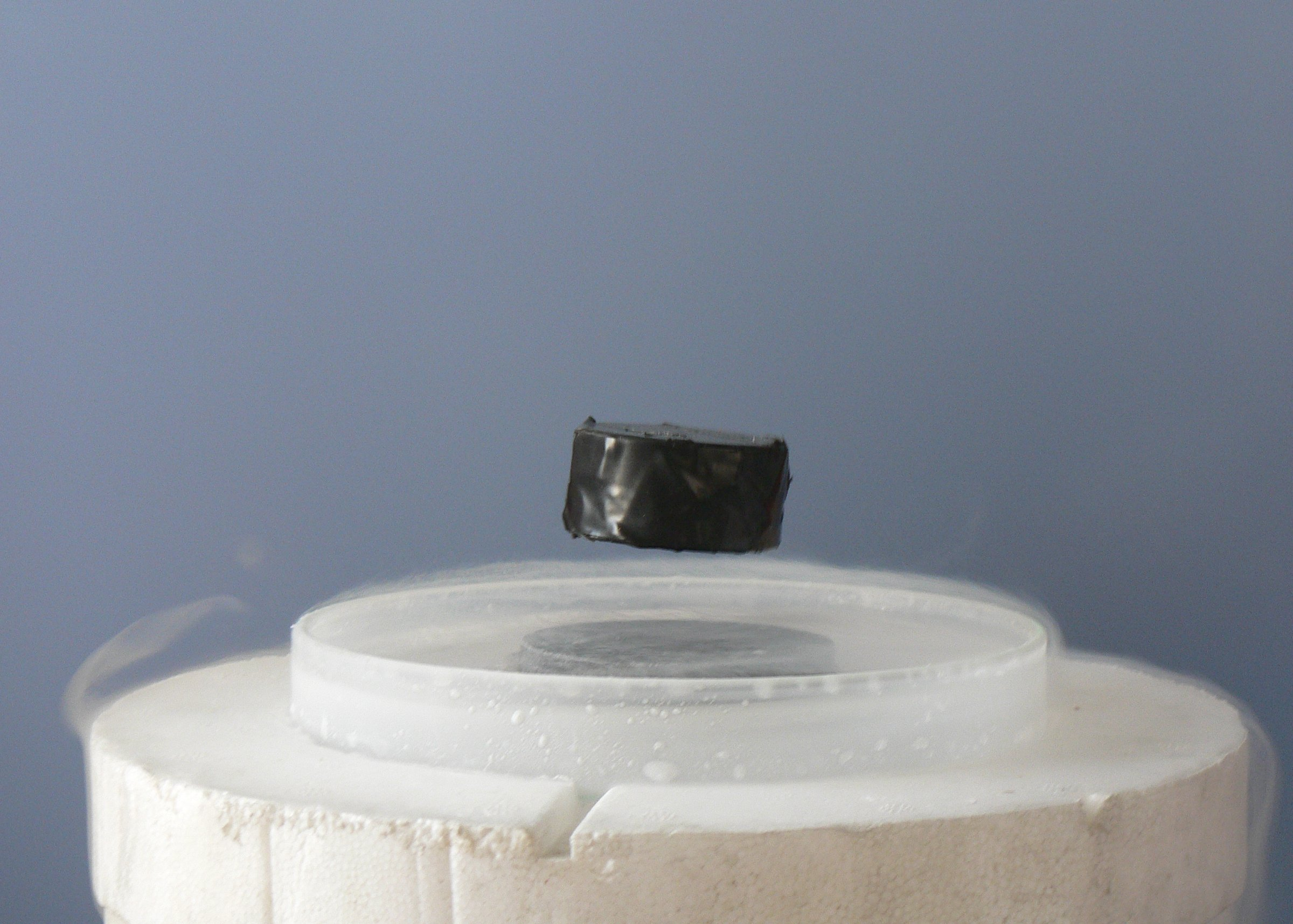
Aimant en lévitation magnétique au-dessus d'un supraconducteur à haute température critique. L'expulsion du champ magnétique du matériau supraconducteur (effet Meissner) est responsable de cet effet de lévitation.

Bien que ce sujet soit, depuis le début des années 1990, l'un des plus étudiés de la physique du solide, en 2010 aucune théorie unique ne décrit de façon satisfaisante le phénomène de la supraconductivité non conventionnelle. La théorie des fluctuations de spin est une des plus prometteuses et permet de reproduire beaucoup des propriétés de l'hélium 3, des fermions lourds ainsi que des cuprates. Dans cette théorie, l'appariement se fait par échange de fluctuations de spin ; toutefois, aucun consensus n'est à ce jour établi. Cette théorie pourrait également permettre d'expliquer la supraconductivité des supraconducteurs à base de fer[Passage à actualiser].

## Historique

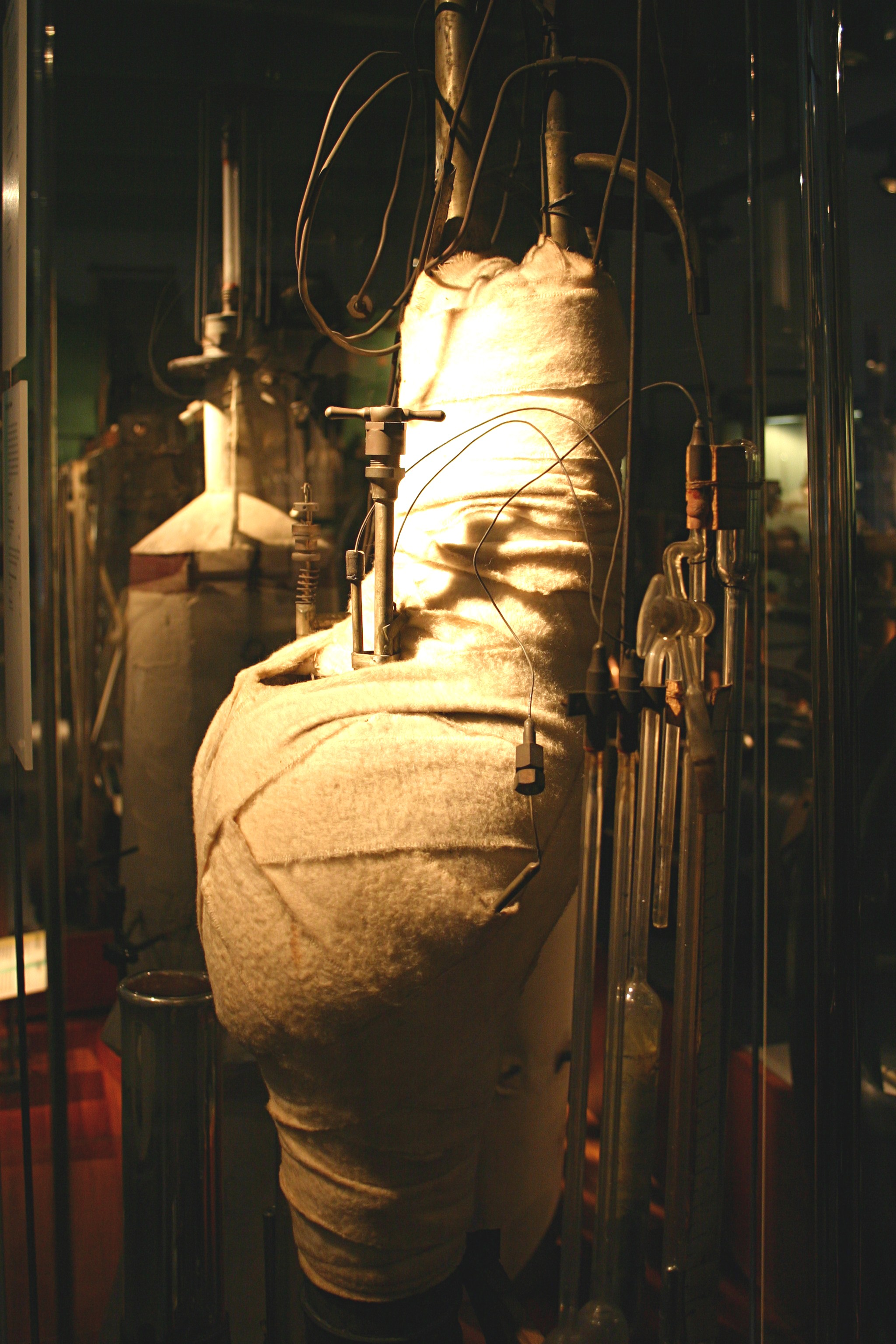
Le liquéfacteur d'hélium utilisé par K. Onnes et son équipe lors de la découverte de la supraconductivité dans le mercure. Museum Boerhaave, Leiden.

Le phénomène est découvert en 1911 par le physicien néerlandais Heike Kamerlingh Onnes et son équipe composée de Gilles Holst, Cornelis Dorsman et Gerit Flim. Kamerlingh Onnes avait réussi à liquéfier pour la première fois de l'hélium en 1908, ce qui lui avait permis de mener des mesures physiques jusqu'à des températures de 1,5 K (−271,6 °C). Il avait alors entrepris un programme de mesures systématiques des propriétés de la matière à très basse température, en particulier la mesure de la résistance électrique des métaux. Le 8 avril 1911, l'équipe mesure que la résistivité électrique (ou résistance électrique) du mercure devient nulle en dessous d’une certaine température appelée température critique Tc, de l'ordre de 4,2 K pour le mercure. C'est la première observation d'un état supraconducteur, bien qu'à cette époque on pût le confondre avec un conducteur idéal. Une rumeur attribue le mérite de la découverte au seul Gilles Holst (un étudiant de K. Onnes), mais le cahier d'expérience découvert ensuite, écrit de la main même de Kamerlingh Onnes, montre que ce dernier était bien aux commandes de l'expérience ce jour-là, Gilles Holst mesurant la résistance électrique avec un pont de Wheatstone, Cornelis Dorsman et Gerit Flim s'occupant des aspects de cryogénie. Pour l'ensemble de son travail sur la liquéfaction de l'hélium et l'utilisation de l'hélium liquide, Kamerlingh Onnes reçoit le prix Nobel de physique en 1913.
Des expériences avec de nombreux autres éléments montrent que certains possèdent des facultés de supraconductivité et d'autres non : en 1922, notamment, le plomb à −266,15 °C (7 K) ; et en 1941, le nitrure de niobium à 16 K.
En 1933, Meissner et Ochsenfeld découvrent la seconde caractéristique de l'état supraconducteur, le fait qu'il repousse le champ magnétique, un phénomène connu sous le nom d'effet Meissner. En 1935, les frères Fritz et Heinz London montrent que l'effet Meissner est une conséquence de la minimisation de l'énergie libre transportée par le courant supraconducteur.
En 1950, on constate que la température critique dépend de la masse isotopique,.
En 1950 encore, une théorie phénoménologique dite de Ginzburg-Landau est élaborée par Lev Landau et Vitaly Ginzburg. Cette théorie explique les propriétés macroscopiques des supraconducteurs près de leur transition de phase en utilisant l'équation de Schrödinger. En particulier, Alekseï Abrikossov montre qu'avec cette théorie on peut prévoir l'existence de deux catégories de supraconducteurs (types I et II). Abrikosov et Ginzburg recevront le prix Nobel en 2003 pour ce travail (Landau est décédé en 1968).
En 1979, un chimiste néerlandais découvre le premier supraconducteur organique synthétique, le ditétraméthyltétrasélénofulvalinehexafluorophosphate.
Une théorie complète de la supraconductivité est proposée en 1957 par John Bardeen, Leon Cooper et John Schrieffer. Connue sous le nom de théorie BCS (d'après leurs initiales), elle explique la supraconductivité par la formation de paires d'électrons (paires de Cooper) formant alors des bosons et permettant la condensation. Selon cette théorie, l'appariement des électrons se fait grâce à une interaction attractive entre ceux-ci, causée par leur couplage avec les vibrations du réseau qu'on appelle phonons. Pour leur travail, les auteurs recevront le prix Nobel de physique en 1972.
En 1959, Gorkov montre que la théorie BCS se ramène à la théorie de Ginzburg-Landau au voisinage de la température critique d'apparition de la supraconductivité.
En 1962, les premiers fils supraconducteurs (en alliage de niobium-titane) sont commercialisés par Westinghouse. La même année, Brian Josephson prévoit théoriquement qu'un courant peut circuler à travers un isolant mince séparant deux supraconducteurs. Ce phénomène, qui porte son nom (l'effet Josephson), est utilisé dans les SQUIDs. Ces dispositifs servent à faire des mesures très précises de h/e et, combinée avec l'effet Hall quantique, à la mesure de la constante de Planck h. Josephson recevra le prix Nobel en 1973.
En 1979, Frank Steglich (en) confirme la présence d'une phase supraconductrice dans CeCu2Si2, un matériau constitué d'atomes non magnétiques et dont les électrons sont tellement corrélés que leur masse effective atteint parfois des centaines de fois celle de l'électron libre. Ces caractéristiques étant si différentes de celles des supraconducteurs conventionnels, une nouvelle classe est constituée : les fermions lourds. D'autres matériaux de cette famille avaient déjà été étudiés par B. T. Matthias (en) dans les années 1960, mais sans convaincre la communauté scientifique.
En 1986, Johannes Bednorz et Karl Müller découvrent une supraconductivité à −238,15 °C dans des matériaux de structure perovskite de cuivre à base de lanthane (prix Nobel de physique 1987). Cette découverte ravive la recherche de matériaux ayant des températures critiques de plus en plus hautes.
Très rapidement, les scientifiques remarquent que la température critique de ce matériau augmente avec la pression. En remplaçant le lanthane par de l'yttrium, c'est-à-dire en produisant le composé YBa2Cu3O7, la température critique monte à −181,15 °C (92 K), dépassant la température de l'azote liquide (77 K). Cette information est très importante car l'azote liquide est produit industriellement à bas prix, et peut même être produit sur place. Beaucoup de cuprates supraconducteurs sont produits par la suite, mais les mécanismes de cette supraconductivité restent à découvrir. Cependant, ces matériaux sont des céramiques et ne peuvent pas être travaillés aisément. De plus, ils perdent facilement leur supraconductivité à fort champ magnétique et donc les applications se font attendre. Les recherches se poursuivent pour diminuer la sensibilité au champ et pour augmenter la température critique. Après la température de l'azote liquide, le second seuil économique (et psychologique) est celle de la glace carbonique, 195 K (−78,5 °C).
Le 31 mai 2007, une équipe de physiciens franco-canadienne publie dans la revue Nature une étude qui, selon un communiqué du CNRS, permettrait d'avancer sensiblement dans la compréhension de ces matériaux.
En janvier 2008, l'équipe du professeur Hosono du Tokyo Institute of Technology rapporte l'existence d'une nouvelle classe de supraconducteurs : les pnictures de type ROFeAs (où R est une terre rare) dopés avec du fluor sur le site de l'oxygène. La température critique maximale est de −245,15 °C. Cette découverte surprend en raison de la présence de fer dans un supraconducteur ayant une aussi haute température critique. En août 2008, il semble y avoir un consensus indiquant que le fer joue un rôle majeur dans la supraconductivité de ces matériaux. Des centaines de travaux sont publiés montrant l'enthousiasme de la communauté scientifique à propos de cette découverte. Un certain nombre de groupes rapportent une température critique maximale de l'ordre de −217,15 °C dans le cas où R est une terre rare non magnétique. Fin mai 2008, le groupe du professeur Johrendt, de l'université de Munich, fait état de la supraconductivité dans le composé Ba0,6K0.4Fe2As2, avec une température critique Tc de l'ordre de −235,15 °C. Ce composé possède une structure cristallographique très proche de celle de LaOFeAs. Cette découverte est importante car elle montre que l'oxygène ne joue aucun rôle dans le mécanisme de supraconductivité de cette nouvelle classe de supraconducteurs. Les propriétés magnétiques semblent en cause, comme pour les cuprates.
En 2014, un des supraconducteurs à base de fer qui avaient été découverts en 2009, FeSe, revient dans l'actualité. Bien que sa faible température critique (environ 10 K) n'ait pas alors été jugée très intéressante, on se rend compte qu'en faisant croître une couche mince (d'une seule épaisseur atomique) sur un substrat de SrTiO3, on arrive à une température critique supérieure à 100 K et donc supérieure à celles de tous les autres supraconducteurs à base de fer. Cette découverte ouvre la voie aux supraconducteurs en couches minces ainsi qu'à la synthèse de matériaux complexes.
En 2016, une température critique supérieure à 200 K est observée dans de l'hydrure de soufre. Bien qu'apparemment due au hasard, cette découverte a en fait été prédite par le théoricien Neil Ashcroft dès 1968, sur la base de la supraconductivité conventionnelle. L'expérience a cependant nécessité l'imposition d'une très forte pression, supérieure à 50 GPa.
La découverte d'un premier matériau supraconducteur à température ambiante (mais très haute pression), un hydrure de carbone et de soufre, est annoncée en 2020,, mais la publication originale est rétractée en 2022.
Le 22 juillet 2023, une équipe du Centre des nanosciences quantiques de Séoul a mis en ligne une proposition d'article sur un matériau potentiellement supraconducteur à température et pression ambiante (jusqu'à 127 °C), le LK-99. Ce composant est issu d'une forme d'apatite au plomb, la lanarkite (Pb2(SO4)O), traitée chimiquement pour remplacer les atomes de plomb par des atomes de cuivre. Une des hypothèses est que les ions cuivre génèrent un stress dans le matériau qui se substituerait aux pressions extrêmes normalement exigées pour atteindre des états de supraconductivité à des très hautes températures. Cependant, début août, trois études,,, respectivement de la Peking University (Chine) et d'un organisme de recherche indien[Lequel ?], concluent que ce matériau ne possède pas de propriété supraconductrice, mais serait un semi-conducteur diamagnétique, ou un simple matériau ferromagnétique.

## Propriétés élémentaires
Un supraconducteur est un matériau qui, lorsqu'il est refroidi en dessous d'une température critique Tc, présente deux propriétés caractéristiques, qui sont :
- une résistance nulle ;
- un diamagnétisme parfait.

L'existence de ces caractéristiques, communes à tous les supraconducteurs conventionnels, permet de définir la supraconductivité comme résultant d'une transition de phase. L'étude des variations des propriétés physiques des supraconducteurs lorsqu'ils passent dans l'état supraconducteur confirme ceci et établit que la transition supraconductrice est une véritable transition de phase.

### Résistivité nulle

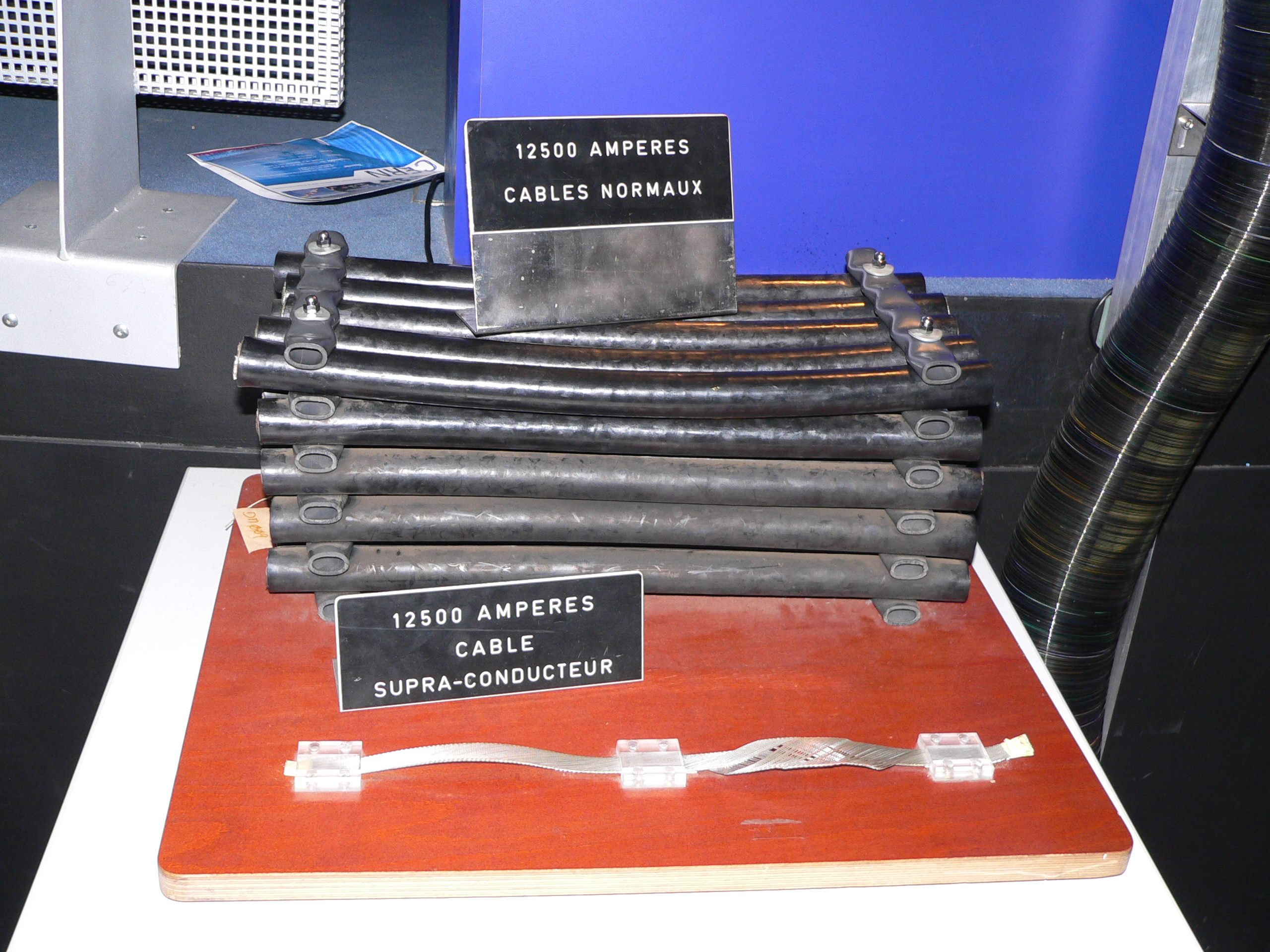
Câbles d'alimentation des expériences du CERN : en haut, les câbles du LEP ; en bas, les câbles du LHC, supraconducteurs (même puissance).

L'absence totale de résistance électrique d'un supraconducteur parcouru par un courant limité est évidemment leur propriété la plus connue, c'est d'ailleurs elle qui a donné son nom au phénomène. Théoriquement, ces courants peuvent circuler indéfiniment. En pratique, des courants ont circulé pendant 28 ans, 7 mois, 27 jours dans un gravimètre à supraconductivité à Membach, en Belgique, où une sphère de 4 grammes a lévité dans le champ magnétique généré par une paire de bobinages supraconducteurs entre le 4 août 1995 et le 31 mars 2024,,.

### Effet Meissner
L'effet Meissner, nommé d'après Walther Meissner qui l'a découvert en compagnie de Robert Ochsenfeld en 1933, est le fait qu'un échantillon soumis à un champ magnétique extérieur expulse celui-ci lorsqu'il est refroidi en dessous de sa température critique, et ce, quel que soit son état antérieur.
D'après les équations de Maxwell, dans tout matériau dont la résistance est nulle, le champ magnétique doit rester constant au cours du temps. Cependant, l'existence de l'effet Meissner montre que la supraconductivité ne se résume pas à l'existence d'une conductivité infinie.
Expérimentalement, on montre l'effet Meissner en refroidissant un échantillon supraconducteur en dessous de sa température critique en présence d'un champ magnétique. Il est alors possible de montrer que le champ magnétique à l'intérieur de l'échantillon est nul, alors que pour un hypothétique conducteur parfait, il devrait être égal au champ magnétique appliqué lors de la transition.
Note : certains supraconducteurs, dits de type II, ne présentent l'effet Meissner que pour de faibles valeurs du champ magnétique, tout en restant supraconducteurs à des valeurs plus élevées (cf. infra).

## Théories

### Théorie de Ginzburg-Landau
La théorie développée par Ginzburg et Landau en 1950 introduit un paramètre d'ordre complexe ψ(r) caractérisant la supraconductivité dans le cadre général de la théorie de Landau des transitions de phase du second ordre. La signification physique de ce paramètre est que {\displaystyle n_{s}(\mathbf {r} )={\vert \psi (\mathbf {r} )\vert }^{2}} est proportionnel à la densité
d'électrons supraconducteurs (i.e. d'électrons constituant des paires de Cooper). Le postulat de la théorie est que la densité d'énergie libre fs peut être développée en une série du paramètres d'ordre près de la transition supraconductrice sous la forme suivante :
{\displaystyle f=f_{n0}+\alpha \left|\psi \right|^{2}+{\frac {\beta }{2}}\left|\psi \right|^{4}+{\frac {1}{2m^{*}}}\left|\left(-\imath \hbar \nabla -q^{*}{\textbf {A}}\right)\psi \right|^{2}+{\frac {\mathbf {B} ^{2}}{2\mu _{0}}}}
où fn0 est la densité d'énergie libre dans l'état normal en champ nul, A est le potentiel-vecteur et B est l'intensité locale de l'induction magnétique.
Les deuxième et troisième termes sont le développement au second ordre en |ψ|2, le quatrième peut être vu comme l'expression invariante de jauge de l'énergie cinétique associée aux « porteurs de charge supraconducteurs », de masse m* et de charge q* tandis que le cinquième est simplement la densité d'énergie magnétique.
Dans l'état supraconducteur, en l'absence de champ et de gradients, l'équation précédente devient :
{\displaystyle f_{s}-f_{n}=\alpha {\left|\psi \right|}^{2}+{\frac {1}{2}}\beta {\left|\psi \right|}^{4}}
β est nécessairement positif car sinon, il n'y aurait pas de minimum global pour l'énergie libre, et donc pas d'état d'équilibre. Si α > 0, le minimum a lieu pour ψ = 0 : le matériau est dans l'état normal. Le cas intéressant est donc celui où α < 0. On a alors, à l'équilibre, {\displaystyle \left|\psi \right|^{2}=\left|\psi _{\infty }\right|^{2}\equiv -\alpha /2\beta }, d'où :
{\displaystyle f_{s}-f_{n}={\frac {{\mathbf {B} _{C}}^{2}}{2\mu _{0}}}=-{\frac {\alpha ^{2}}{2\beta }}}

### Les supraconducteurs de première espèce (ou de type I)
Un supraconducteur de type I est un supraconducteur possédant un seul champ magnétique critique. Il a la propriété de repousser tout champ magnétique extérieur, et on le retrouve dans deux états selon sa température critique et le champ magnétique critique à savoir :
- L'état normal : le domaine où H>Hcritique et T>Tcritique
- L'état supraconducteur gouverné par la loi de Meissner

### Les supraconducteurs de deuxième espèce (ou de type II)
Un supraconducteur de type II est un supraconducteur possédant deux champs magnétiques critiques. On peut le retrouver dans plusieurs états, selon sa température et les champs magnétiques critiques :
- L'état normal
- L'état supraconducteur : effet Meissner
- L'état mixte : il possède des zones supraconductrices et des zones non supraconductrices appelées "vortex". Ce sont des tubes de champ magnétique par lesquels le matériau se laisse pénétrer par le champ extérieur.  L'apparition de vortex dans les supraconducteurs de type II est associée à la quantification du flux de champ magnétique qui les traverse. Le quantum de flux associé à la supraconductivité vaut {\displaystyle \phi _{0}={\frac {h}{2e}}\simeq 2.07~10^{-15}~{\text{T.m}}^{2}}.

### Théorie BCS
Cette théorie est fondée sur le couplage des électrons d'un métal en paires : les paires de Cooper. Elles forment un état unique, cohérent, d'énergie plus basse que celle du métal normal, avec des électrons non appariés.
Le problème est d'expliquer cet appariement compte tenu de la répulsion coulombienne. Un modèle qualitatif simple consiste à considérer des électrons dans un métal interagissant avec le réseau cristallin formé d'ions positifs. Ceux-ci attirent les électrons et se déplacent légèrement (les ions positifs ont une grande inertie). Les physiciens ont donné le nom de phonons à ces vibrations atomiques naturelles. Cette interaction entre les électrons et les phonons est à l'origine de la résistivité et de la supraconductivité : attirés par le passage très rapide d'un électron (106 m/s), les ions se déplacent et créent une zone locale électriquement positive. Compte tenu de l'inertie, cette zone persiste alors que l'électron est passé, et peut attirer un autre électron qui se trouve ainsi, par l'intermédiaire d'un phonon, apparié au précédent, ce malgré la répulsion coulombienne. L'agitation thermique finit par détruire ce fragile équilibre d'où l'effet néfaste de la température pour la supraconductivité.
Une particularité des paires de Cooper est que leur moment magnétique intrinsèque (aussi appelé spin) est nul. En effet, les deux électrons appariés ont le même spin (1/2, spin caractéristique des fermions), mais de signe opposé. C'est la condition pour que l'énergie de la paire soit inférieure à la somme des énergies des deux électrons. Ils forment alors un ensemble qui se comporte comme un boson (particule de spin entier obéissant à la statistique de Bose-Einstein) : les paires se déplacent sans rencontrer la moindre résistance, d'où la supraconductivité.
La différence d'énergie entre l'état supraconducteur et l'état normal est appelée gap d'énergie. C'est l'énergie nécessaire pour passer de l'état supraconducteur à l'état normal en brisant les paires de Cooper. Cette énergie tend vers zéro lorsque la température tend vers la température critique.
L'interaction électron-phonon joue un rôle essentiel pour l'appariement des électrons donc pour la supraconductivité.
Cette théorie a été imaginée avant la découverte des matériaux supraconducteurs à hautes températures critiques. Une question se pose alors : les supraconducteurs à hautes Tc contredisent-ils la théorie BCS ? Les théoriciens ne s'entendent pas sur ce sujet. Certains sont d'avis que le couplage entre les électrons n'est plus dû au réseau (donc aux phonons), mais à d'autres interactions (électroniques, magnétiques, les deux, …). D'autres proposent des modèles entièrement nouveaux. Le sujet reste encore ouvert…

## Classes de supraconducteurs

### Supraconducteurs conventionnels
Certains physiciens définissent les supraconducteurs conventionnels comme étant ceux qui sont bien décrits par la théorie BCS. D'autres, plus spécifiques, les définissent comme ayant un mécanisme de formation de paire de Cooper qui fait intervenir l'interaction électrons – phonons.
On a réussi récemment (2015) à trouver des supraconducteurs conventionnels dont la température critique est élevée (203 K soit -70 °C ), mais à une pression très importante de l'ordre du million de bars.

### Supraconducteurs non conventionnels
Les supraconducteurs non conventionnels (parfois appelés « exotiques » ou « nouveaux supraconducteurs ») désignent des matériaux souvent synthétisés artificiellement en laboratoire qui ne peuvent pas être décrits avec la théorie BCS, ou dont on ne comprend pas encore théoriquement l'origine de la supraconductivité. Ils diffèrent des supraconducteurs conventionnels en particulier dans le mécanisme à l'origine de la formation des paires d'électrons, dites paires de Cooper, responsables de la supraconductivité.
Plusieurs familles de matériaux sont considérées comme non conventionnelles : les fermions lourds, les supraconducteurs organiques ou moléculaires (sels de Bechgaard), les cuprates, ou les pnictures. En 2017 la supraconductivité de monocristaux de bismuth a été mise en évidence en dessous de 0,53 mK à pression ambiante, avec un champ magnétique critique estimé à 5,2 mT à −273,15 °C. La supraconductivité du bismuth ne peut pas être expliquée par la théorie BCS parce que l'approximation adiabatique ne lui est pas applicable, et pose le problème de la supraconductivité des matériaux à faible densité de porteurs et structure de bandes particulière.
Certaines familles de matériaux présentent une supraconductivité à plus haute température que les alliages ou métaux, mais dont l'origine est expliquée par la théorie BCS : les fullerènes de type AnC60 (où A est un alcalin), dont la température critique s'élève jusqu'à 33 K (−240,15 °C), ou le diborure de magnésium MgB2 dont la température critique s'élève jusqu'à 39 K (−234,15 °C). Il ne s'agit donc pas au sens strict de supraconducteurs non conventionnels, mais on les distingue quand même des supraconducteurs conventionnels.
Les supraconducteurs non conventionnels les plus étudiés à ce jour sont les cuprates, découverts par Johannes Georg Bednorz et Karl Alexander Müller en 1985. Il s'agit d'oxydes sous forme de céramique composés d'oxydes mixtes de baryum, de cuivre et de lanthane dont la température critique est d'environ 35 K (−238,15 °C). Cette température était bien supérieure aux plus hautes températures critiques connues à cette époque 23 K (−250,15 °C) ; cette nouvelle famille de matériau fut appelée supraconducteur à haute température. Bednorz et Müller reçurent en 1987 le prix Nobel de physique pour leur découverte.
Depuis lors, de nombreux autres supraconducteurs à haute température ont été synthétisés. Dès 1987, on atteignit la supraconductivité au-dessus de 77 K (−196,15 °C), la température d'ébullition de l'azote, ce qui est très important pour les applications technologiques car l'azote liquide est bien moins onéreux que l'hélium liquide qui devait être utilisé jusqu'alors. Exemple : YBa2Cu3O7, Tc = −181,15 °C.
La température critique record est d'environ 133 K (−140,15 °C) à la pression normale et des températures légèrement plus élevées peuvent être atteintes à des pressions plus élevées. L'état actuel des recherches ne permet pas de savoir si on pourra un jour obtenir un matériau à base de cuprate supraconducteur à température ambiante.

## Supraconductivité calorifique
La propriété de l'hélium superfluide de conduire la chaleur sans perte a été attribuée à des mécanismes analogues ; on dit que c'est un supraconducteur thermique.

## Supraconductivité topologique
En juin 2019, une équipe de chercheurs de l'université de New York publie un article dans la revue de pré publication scientifique arXiv, dans lequel ils annoncent avoir découvert une nouvelle forme de supracondutivité, nommée "topologique".
Ce nouveau développement de la théorie est étroitement liée aux particules de Majorana, et pourrait permettre une avancée notable dans les possibilités de stockage de l'information et la puissance de calcul des supports informatiques,.

## Applications

### Électroaimants
La réalisation d'électroaimants supraconducteurs constitue certainement l'application la plus courante de la supraconductivité. On les retrouve dans les domaines :
- de l'imagerie par résonance magnétique pour laquelle un champ magnétique de plusieurs teslas est produit par un solénoïde supraconducteur. Ils permettent également de produire un champ magnétique très homogène, ce qui permet d'obtenir une image de grande qualité : centre NeuroSpin de Saclay ;
- des accélérateurs de particules : projet LHC (Large Hadron Collider) du CERN : 1700 tonnes de matériau supraconducteur[45] ;
- de la lévitation magnétique, avec notamment les trains à sustentation électromagnétique (le Maglev chinois, voir Sustentation électromagnétique) et certains accumulateurs électromécaniques à volant d'inertie ;
- de la fusion nucléaire par confinement magnétique : pour le confinement des plasmas chauffés entre 10 et 100 millions de kelvins, un champ magnétique de l'ordre de 5 à 10 teslas doit être créé au centre d'un tore, dont la version la plus avancée est appelée tokamak. Ces champs énormes peuvent être maintenus pendant la dizaine de minutes grâce à des bobines à enroulements supraconducteurs : c'est le cas du tokamak Tore-Supra de Cadarache et du futur Tokamak ITER (International Thermonuclear Experimental Reactor) qui est en cours de construction également à Cadarache.

### Transport de l'énergie
- La ligne à haute tension supraconductrice de 48 km doit être testée en Corée du Sud, destinée à transporter 50 MW[46]. Le gain de place est important, mais le refroidissement à l'azote liquide nécessite une infrastructure importante.
- Construit par l'entreprise française Nexans en avril 2008, près de New York, un câble électrique supraconducteur de 600 m de long, qui permet de transporter une puissance de 574 MW, alimente 300 000 foyers dans l'île de Long Island. Il s'agit de quatre fois plus de puissance qu'un câble de cuivre classique de même section, grâce à un matériau supraconducteur à base de cuivre et de bismuth (Bi-Sr-Ca-Cu-O). Certes, ce projet soutenu par le département de l'Énergie américain coûte considérablement plus cher qu'une ligne classique, en raison de l'azote liquide requis à -196 °C. Toutefois, il se continue afin que cette technologie s'améliore[47].
- Dans la ville d'Essen, en Allemagne, le fournisseur d'électricité allemand RWE a intégré pour la première fois un câble supraconducteur dans un réseau électrique existant. Élément phare du projet AmpaCity, ce câble d'un kilomètre de long a été installé le 30 avril 2014. C'est aujourd'hui le plus long câble supraconducteur du monde[48].

### Stockage de l'énergie
Une bobine supraconductrice est connectée au réseau par l'intermédiaire d'un convertisseur alternatif-continu réversible. La bobine est alimentée par le redresseur qui permet de stocker de l'énergie sous la forme ½ L × I2. En cas de besoin l'énergie stockée dans la bobine supraconductrice est retransférée à l'installation via l'onduleur. En France, les plus gros prototypes (plusieurs centaines de kJ) ont été réalisés à Grenoble, au département Matière Condensée - Basses Températures de l'Institut Néel avec l'aide de partenaires comme la DGA et Nexans.
La propriété de lévitation des supraconducteurs peut aussi être mise à profit pour faire du stockage d'énergie. C'est le cas des accumulateurs d'énergie cinétique rotative (par volant d'inertie, en anglais flywheel). Dans ces applications, une roue aimantée est placée en lévitation au-dessus d'un supraconducteur. La roue est mise en rotation (idéalement dans le vide pour minimiser les frottements) au moyen d'un moteur (phase de charge). Une fois la roue « chargée », elle conserve l'énergie sous forme d'énergie cinétique de rotation, avec peu de perte, puisqu'il n'y a quasiment aucun frottement. L'énergie peut être récupérée en freinant la roue.
SMES (Superconducting Magnet Energy Storage) et Flywheel sont donc deux solutions technologiques qui pourraient remplacer une batterie traditionnelle, bien que le maintien des températures cryogéniques soit énergivore.

### Confinement électromagnétique
Dans le but de réaliser la fusion thermonucléaire contrôlée : les tokamaks ou les stellarators sont des enceintes toriques à l'intérieur desquelles on confine des plasmas sous des pressions et à des températures considérables.

### Cavités radiofréquences/accélérateurs de particules
La supraconductivité est aussi utilisée pour la fabrication des cavités accélératrices radiofréquence qui permettent de stocker et d'amplifier le champ électrique destiné à accélérer le faisceau de particules chargées. Pour pouvoir obtenir des champs accélérateurs de l'ordre de 45 MV/m (presque 100 MV/m près de la surface) il faut injecter une onde radiofréquence dans la cavité. Des densités de courant de l'ordre de 1010 à 1012 A/m2 circulent sur la surface interne de la cavité et provoquent un échauffement des parois. On ne pourrait pas obtenir de champs aussi élevés en continu avec un conducteur normal : les parois se mettraient à fondre. En radiofréquence, la résistance d'un supraconducteur n'est pas rigoureusement nulle, mais elle reste environ 100 000 fois plus faible que celle du cuivre, d'où l'intérêt principal de cette technologie pour les cavités accélératrices. Mais ce n'est pas le seul avantage : l'utilisation de cavités supraconductrices influence aussi le design de l'accélérateur et la qualité des faisceaux obtenus. Par exemple, leurs formes plus ouvertes facilitent l'alignement du faisceau ; quand celui-ci doit se faire sur plusieurs dizaines de kilomètres, cela devient un argument conséquent.

### Métamatériaux supraconducteurs
Un matériau est un réseau d'atomes. Si, plutôt que d'atomes, on met en réseau de petits circuits supraconducteurs, le résultat final est un métamatériau, dont les propriétés sont surprenantes.

## Existe-t-il un équivalent photonique de la supraconductivité?
À la suite de travaux conduits par Ado Jorio sur la diffusion de la lumière dans divers matériaux (à l'université fédérale du Minas Gerais à Belo Horizonte au Brésil), un comportement évoquant la supraconductivité a été observé avec des photons, évoquant un lien possible entre la diffusion de la lumière, la physique de la matière condensée et l'optique quantique. Dans ce cas, au lieu de « paires de Cooper » d'électrons, ce sont des paires de photons qui ont été observées (à température ambiante quand de la lumière traverse une gamme de liquides transparents, dont l'eau). Elles sont difficiles à observer mais selon André Saraiva il s'agirait d'un phénomène fréquent. Un photon peut perdre de l'énergie au profit des atomes du matériau qui vibrent. Si un second photon absorbe immédiatement ce paquet d'énergie vibratoire, les deux photons deviennent indirectement « liés », l'un gagnant l'énergie perdue par l'autre. Le degré de parallélisme de ce phénomène avec la supraconductivité et ses phonons virtuels est encore à établir. Et comme les photons interagissent bien moins avec leur environnement que les électrons, ce phénomène devrait a priori avoir des effets plus discrets que dans le cas des électrons ; il a néanmoins rapidement suscité des conjectures. En effet, selon un modèle mathématique établi par des chercheurs de l'UFRJ, quand des photons interagissent ainsi leur comportement serait identique à celui des paires de Cooper dans les supraconducteurs. Des preuves d'existence de ces paires ont été obtenues en analysant les effets d'impulsions laser à température ambiante dans de l'eau et sept autres liquides transparents. Ces paires sont dix fois plus nombreuses que ce qui serait dû au seul hasard.
Reste à confirmer le phénomène en reproduisant l'expérience et en la confrontant aux connaissances disponibles en optique quantique et en physique de la matière condensée.
S'il y a confirmation, il deviendrait envisageable de produire des photons « intriqués » à température ambiante et par exemple à partir d'eau. Ces derniers pourraient peut-être dans certaines circonstances former des surintensités permettant à la lumière de mieux traverser certains matériaux (par exemple au profit d'une communication quantique plus efficace dans les ordinateurs du futur). Ils pourraient alors aussi peut-être servir à « révéler des propriétés actuellement invisibles d'un matériau » et à divers usages (dont cryptographie quantique et informatique).

## Prix Nobel pour la supraconductivité
- Heike Kamerlingh Onnes (1913), pour ses recherches sur les propriétés de la matière à basse température qui menèrent, entre autres, à la production d'hélium liquide (for his investigations on the properties of matter at low temperatures which led, inter alia, to the production of liquid helium[54]). L'une des propriétés était la supraconductivité dans le mercure[2].
- John Bardeen, Leon Neil Cooper et John Robert Schrieffer (1972), pour leur théorie développée conjointement de la supraconductivité, habituellement appelée la théorie BCS (for their jointly developed theory of superconductivity, usually called BCS-theory[55]).
- Leo Esaki, Ivar Giaever (1973), pour leurs découvertes expérimentales concernant les phénomènes d'effet tunnel dans les semiconducteurs et les supraconducteurs, respectivement (for their experimental discoveries regarding tunneling phenomena in semiconductors and superconductors, respectively[56]).
- Brian David Josephson (1973), pour ses prédictions théoriques des propriétés d'un supercourant à travers une barrière tunnel, en particulier ces phénomènes qui sont généralement connus sous le nom d'effets Josephson (for his theoretical predictions of the properties of a supercurrent through a tunnel barrier, in particular those phenomena which are generally known as the Josephson effects[56]).
- Johannes Georg Bednorz et Karl Alexander Müller (1987), pour leur importante percée dans la découverte de supraconductivité dans des matériaux céramiques (for their important break-through in the discovery of superconductivity in ceramic materials[57]).
- Alekseï Abrikossov, Vitaly Ginzburg et Anthony Leggett (2003), pour leurs contributions pionnières à la théorie des supraconducteurs et superfluides (for pioneering contributions to the theory of superconductors and superfluids[58]).